# Sigismund Heinrich Alioth

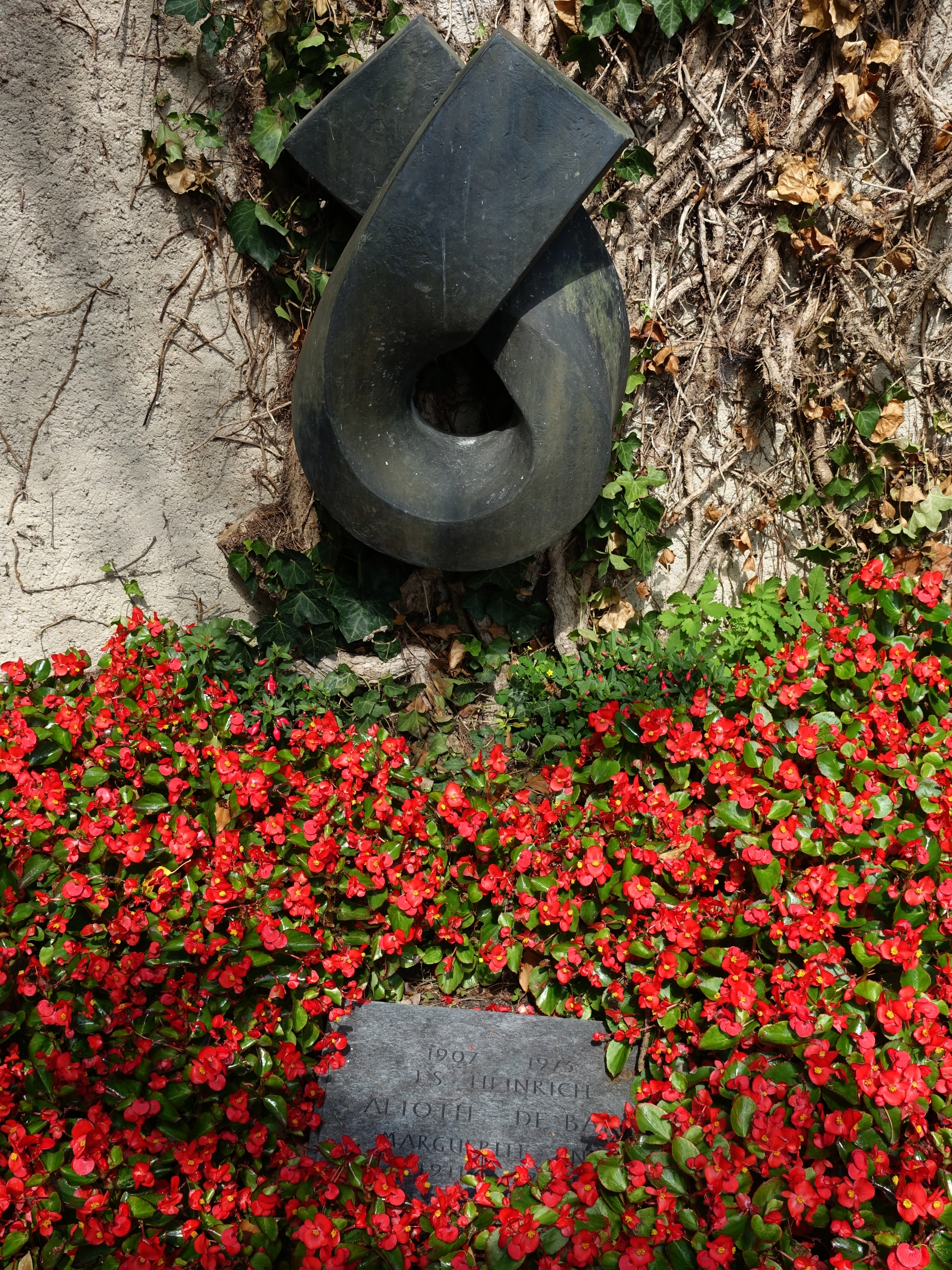
Grab des Ehepaars Alioth auf dem Friedhof Bromhübel, Arlesheim

Sigismund Heinrich Alioth (* 14. Oktober 1907 in Basel; † 7. November 1973 in Arlesheim) war ein Schweizer Ingenieur und Politiker (FDP).

## Leben
Sigismund Heinrich Alioth war der Sohn von Johann Sigismund Alioth (1881–1928) und Marie Anna Merian (1885–1972) und Enkel des Johann Siegmund Alioth, des Gründers der ersten Schappespinnerei in der Schweiz.
1933 schloss er das Studium an der ETH Zürich als diplomierter Maschineningenieur ab. Nach einem Studienaufenthalt in den Vereinigten Staaten arbeitete er ab 1934 als Betriebsleiter der Spinnerei Grellingen. In der Industriegesellschaft für Schappe in Basel war er ab 1943 technischer Direktor und ab 1956 Generaldirektor. Deren Zweigniederlassungen in Deutschland und Frankreich hat Alioth massgeblich beeinflusst. Er führte in der Firma als einer der Ersten Kunststoffgarne ein.
Alioth war in verschiedenen Arbeitgeberverbänden engagiert. Ab 1941 gehörte er dem Vorstand des Verbands der Schweizerischen Schappespinnereien an. Umstrukturierungen innerhalb der Industriegesellschaft für Schappe und die von Alioth eingeleitete und vorangetriebene Fusion mit einer grossen französischen Schappegesellschaft führten zu Konflikten und 1964 schliesslich zu Alioths Austritt. Danach übernahm er als Leiter der Immobiliengesellschaft De Bary & Co. AG die Grossüberbauung des Areals zwischen Gellertstrasse und Lehenmattstrasse in Basel. Zudem engagierte er sich für die Buchdruckerei Greif in Basel.
1968 wurde Alioth als Nachfolger von Werner Jauslin (1924–2015) in den Landrat des Kantons Basel-Landschaft gewählt, dem er bis 1973 angehörte. In seinem letzten Amts- und Lebensjahr war er Präsident der FDP-Fraktion.
Alioth war mit Marguerite Anna De Bary (1911–2001) verheiratet. Aus der Ehe gingen vier Kinder hervor. Die Grabplastik des Paares auf dem Friedhof Bromhübel in Arlesheim wurde von Albert Schilling gestaltet.